# Fusipala Tupou
Titre
Princesse héritière du royaume des Tonga
6 juin – 1er septembre 1889
(2 mois et 26 jours)
Fusipala Tupou, née ʻElisiva Fusipala Taukiʻonetuku le 18 mai 1850 au Palais royal à Nuku'alofa où elle est morte le 1er septembre 1889, est une princesse tongienne de la maison royale des Tupou, petite-fille du roi George Tupou Ier et mère du roi George Tupou II.

## Biographie
Fille aînée du prince Tevita ʻUnga (David) et de sa première épouse Fifita Vavaʻu, Fusipala est la première petite-fille du roi George Tupou Ier. Elle devient, après le décès de son oncle (1862) et l'adoption de la constitution de 1875, quatrième dans l'ordre de succession au trône après son père et ses deux frères, Wellington Ngu et Nalesoni Laifone.
Fusipala épouse son cousin germain, le prince Siaosi Fatafehi Toutaitokotaha (1842–1912), également petit-fils du roi George Tupou Ier par sa mère, la princesse Salote Pilolevu Mafileʻo, la tante de Fusipala. Le couple a un fils, le futur roi George Tupou II, né en 1874.  
En 1879, le père de Fusipala, Tevita ʻUnga, meurt avant son père le roi George Tupou. Cet événement change l'ordre de succession qui passe alors au première frère de Wellington Ngu. Lorsque ce dernier s'éteint à son tour en 1885, c'est son autre frère, Nalesoni Laifone, qui devient le nouvel héritier. De santé fragile, celui-ci meurt également avant le roi. Ces trois disparitions font de la princesse Fusipala, seule enfant survivant du prince Tevita, la nouvelle héritière en juin 1889. Elle garde cette fonction pendant quelques mois avant son propre décès en septembre. Son fils unique, George Tupou, devient le nouvel prince héritier et succède à son arrière-grand-père en 1893. 